# Израильско-швейцарские отношения
Израильско-швейцарские отношения — международные отношения между Государством Израиль и Швейцарской Конфедерацией. Швейцария признала Израиль 25 января 1949 года и открыла консульство в Тель-Авиве. Израиль имеет посольство в Берне. С 1958 года Швейцария имеет посольство в Тель-Авиве и почетное консульство в Эйлате.

## История

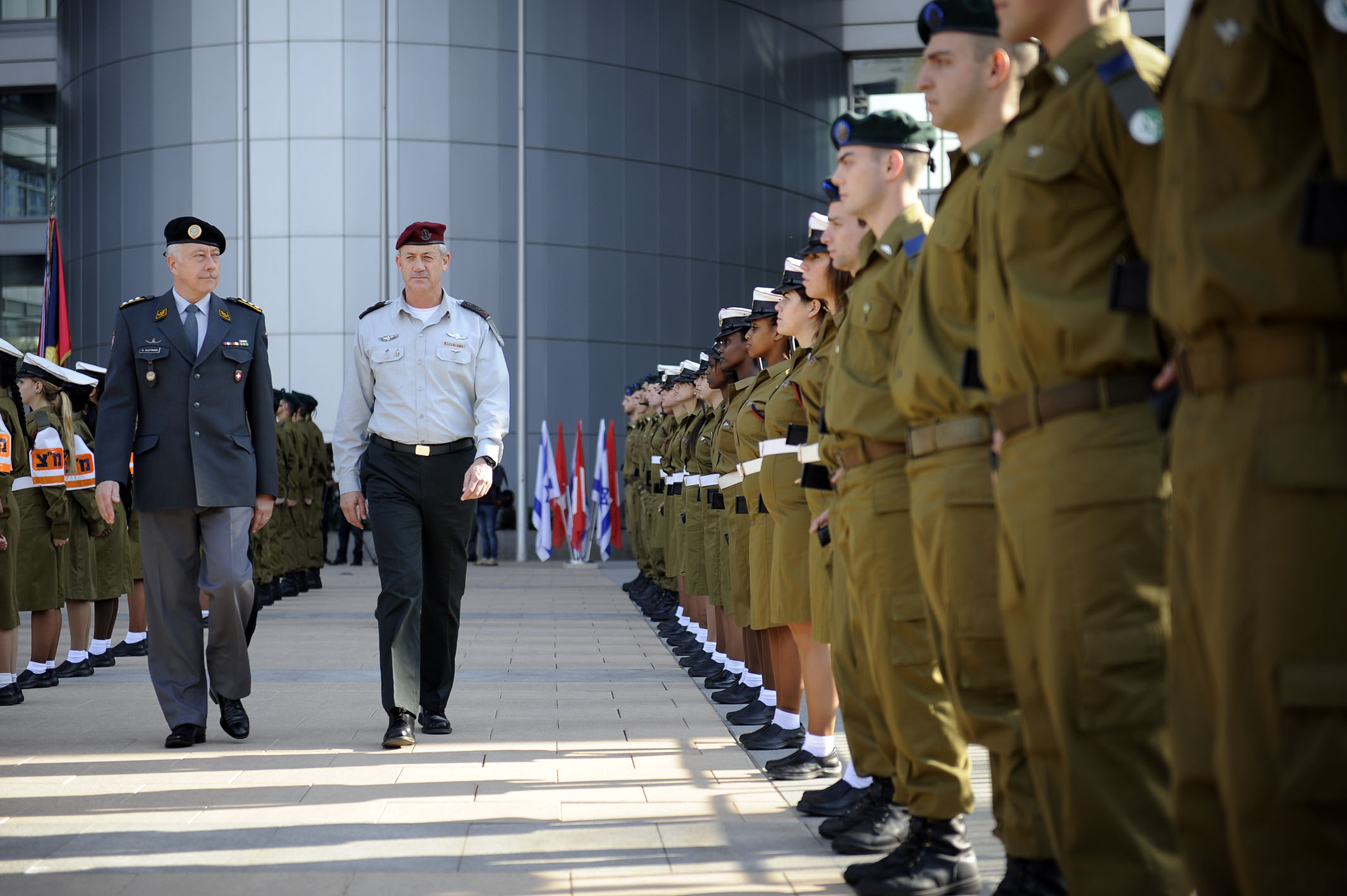
2011 год: Глава Вооружённых силы Швейцарии, André Blattmann, посещает Израиль в качестве гостя главы АОИ Бени Ганца

Первый сионистский конгресс был проведен в Базеле в 1897 году, и затем 15 из 22 конгрессов были проведены в Швейцарии. Перед основанием Государства Израиль у Швейцарии было консульство в Иерусалиме и консульское агентство в Тель-Авиве. Конфедерация признала молодое государство в 1949 году и открыло консульство в Тель-Авиве, которое было повышено в статусе до посольства в 1958 году. Швейцарская коммуна в Израиле — самая большая в Азии, составляет примерно 12 000 человек.
После эскалации ближневосточного конфликта Швейцария приостановила продажи оружия и военное сотрудничество с Израилем с 2002 по 2005 год. С 2004 года между двумя странами ведется постоянный политических диалог.
Швейцария представляла интересы Израиля во многих странах (Венгрия (1967—1989), Гвинея (1967—1973), Цейлон/Шри-Ланка (1970—1976), Мадагаскар (1973—1994), Либерия (1973—1983) и Гана (1973—2002)). С другой стороны, она представляла интересы Ирана (1958—1987) и Кот-д’Ивуара (1973—1986) в Израиле. Она также лоббировала успешное включение Маген Давид Адом в Международное движение Красного Креста и Красного Полумесяца.
21 апреля 2009 Израиль отозвал своего посла Илана Эльгара «для консультаций» из-за событий, случившихся на конференции ООН по противодействию расизму в Женеве. Возмущение израильского руководства вызвала встреча между президентом Швейцарии Хансом-Рудольфом Мерцом с президентом Ирана.
В декабре 2014 года Израиль протестовал против объявления Швейцарии о намерении провести встречу представителей стран, подписавших Четвертую женевскую конвенцию, для обсуждения положения в Секторе Газа, на Западном Берегу и Иерусалиме.

### Вручение верительных грамот в 2016 году
В ноябре 2016 года новый посол Швейцарии вручал верительные грамоты президенту Израиля Реувену Ривлину. В своей речи Ривлин напомнил, что в 2018 году израильтяне будут отмечать 120-летие со дня первого сионистского конгресса, который прошел в Базеле, где Теодор Герцль написал в своем дневнике: «В Базеле я нашел (открыл) еврейское государство». Для евреев Базель символизирует возрождение еврейства, отметил президент. Кроме того, Ривлин упомянул о роли, которую играет конфедерация в урегулировании палестино-израильского конфликта. Посол Рух в ответной речи заявил, что будет рад «сделать всё возможное, чтобы принести мир еврейскому народу». Кроме того, он отметил, что в Израиле проживает 20 000 граждан Швейцарии: это самая большая швейцарская община восточнее Европы и 9 по величине швейцарская община в мире. Также была обсуждена проблема беженцев — посол Рух рассказал, что после Балканских войн Швейцария приняла очень много иммигрантов из балканского региона и сегодня, например, в Базеле 61 % населения имеют как минимум одного родителя, который не родился в Швейцарии. Конфедерация смогла успешно интегрировать этих людей и самым лучшим тому примером, по мнению посла, является национальная сборная по футболу.

### Настоящее время
В октябре 2021 года президент Швейцарии Ги Пармелен посетил Израиль с официальным визитом, в ходе которого встретился с главой правительства Нафтали Беннетом.

## Сотрудничество в финансовой сфере
Между Швейцарией и Израилем подписан договор о сотрудничестве в сфере финансовых технологий. Он позволяет компаниям из обеих стран, работающим в этой сфере, получать информацию о принципах регуляции и адаптировать предлагаемые продукты к требованиям рынка.
В первой половине 2017 года состоялась встреча заместителя министра финансов Израиля Ицхака Коэна и госсекретаря по международным финансовым вопросам Йорга Гассера. В ходе этой встречи швейцарской стороне был представлен подробный отчёт о состоянии израильской экономики. По результатам этой встречи 4 сентября того же года между двумя странами был подписан Меморандум о взаимопонимании с целью расширения сотрудничества в сфере финансовых услуг по широкому ряду направлений.

## Сотрудничество в сфере IT
В начале ноября 2018 года в Израиль прибыла крупная делегация (более 50 человек) из Швейцарии для изучения систем защиты от кибератак. В делегацию входили парламентарии, учёные, директора корпораций, входящие в форум «ICTswitzerland». Гости посетили университет «Технион» в Хайфе, парк технологий кибербезопасности в Беэр-Шеве, центры кибербезопасности в промышленности и ряд других объектов.

## Торговые отношения
В ноябре 2018 года израильский министр экономики Эли Коэн посетил Швейцарию, где помимо прочего подписал договор о расширении соглашения о свободной торговле со странами Европейской ассоциации свободной торговли (ЕАСТ) — Швейцарией, Норвегией, Исландией и Лихтенштейном. Первый договор между Израилем и ЕАСТ был подписан в 1992 году, а настоящее расширение распространяется в том числе на снижение и отмену пошлин на свежие и переработанные продукты питания.